# ジョン・ジェイコブ・アスター4世

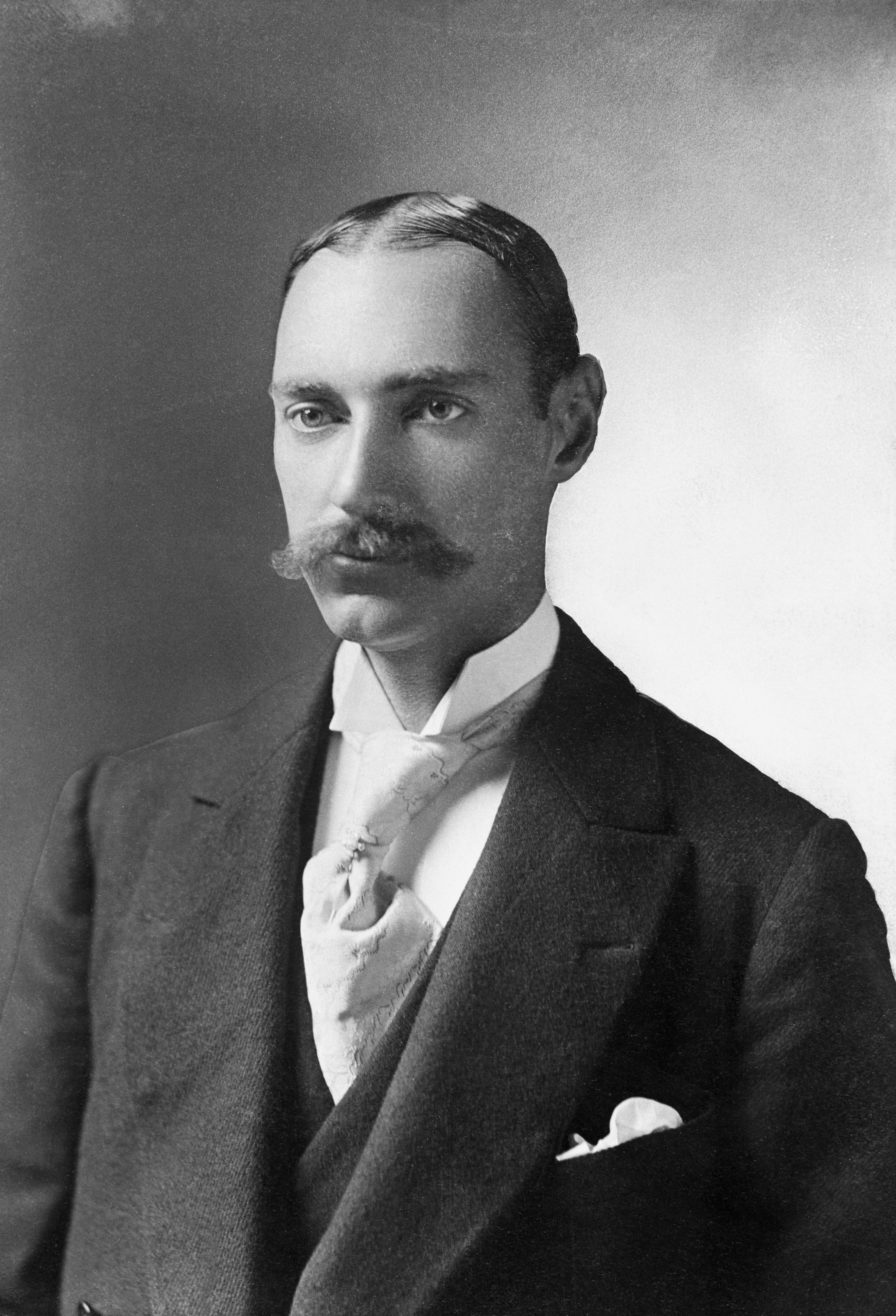
1895年頃のジョン・ジェイコブ・アスター4世

ジョン・ジェイコブ・"ジャック"・アスター4世（英語: John Jacob "Jack" Astor IV、1864年7月13日 - 1912年4月15日）は、アメリカの実業家、陸軍軍人。アメリカの財閥アスター家の一族で客船タイタニック号の乗客の一人として知られる。同船の沈没事故で命を落とした。軍人としての最終階級は中佐(Lieutenant-Colonel)。

## 経歴

### タイタニック号乗船まで
1864年7月13日にアメリカ合衆国・ニューヨーク・ラインベックに生まれる。父はウィリアム・バックハウス・アスター2世。母はその妻キャロライン・ウェブスター・アスター(旧姓シャーマーホーン)(Caroline Webster Schermerhorn)。アスター家の財を築いたジョン・ジェイコブ・アスターの曾孫にあたる。
セント・ポールズ・スクールを経て、1888年にハーバード大学を卒業した。
アメリカ国内にあるアスター家の莫大な所有地を管理し、幾多の銀行の頭取(Director)を務めた。2000年の土星と木星の旅を描くSF小説『他の世界の旅』を著し、1894年に出版した。1897年にはニューヨークにホテルウォルドルフ＝アストリアを建設した。
1894年から1896年にかけてニューヨーク州知事リーヴァイ・モートンのもとでスタッフも務め、「カーネル(Colonel)」の称号を受けた。
また、1898年の米西戦争では義勇軍を編成し、中佐(Lieutenant-Colonel)の階級を与えられてサンティアーゴ包囲戦に参謀将校として参戦した。
1909年に先妻エヴァと離婚した。これは18歳の愛人マデリン・フォースと再婚するためであり、実際に1911年にマデリンと再婚している。当時の上流階級では愛人を作ることは問題視されていなかったが、離婚は不名誉なこととされており、社交界の話題はその件で持ちきりになったという。
この醜聞の噂が広がったため、二人の結婚を認めて結婚式を司式してくれる牧師がなかなか見つけられなかった。高額の謝礼を提示しても何人もの牧師に拒否された。なんとかジョン・ランバート牧師が引き受けてくれ、1911年9月9日にアスター家の豪邸ビーチウッドで挙式した。
世間の非難に滅入り、ほとぼりが冷めるまで長い新婚旅行に出ることにした。1912年1月24日にホワイト・スター・ラインの豪華客船オリンピック号(タイタニック号の姉妹船)に乗船してアメリカ国外へ出た。この新婚旅行には新妻マデリンの他、執事のヴィクター・ロビンズ、メイドのロザリー・ビドワ、看護婦キャロリン・エンドレス（マデリンが妊娠3か月だったため）の他、愛犬キティを伴った。またオリンピック号内でマーガレット・ブラウン（タイタニック号事件の後、「不沈のモリー」のあだ名で知られるようになる）と親しくなり、彼女もアスター夫妻の観光旅行に同行することになった。
イギリスの半植民地だったエジプトとフランス首都のパリで4か月ほど過ごした。しかし一緒に観光していたマーガレット・ブラウンが孫の病気を知ってタイタニック号でアメリカへ帰国することを決意すると、妻マデリンが「私たちも帰らない？赤ちゃんが船で産まれたら大変だし」と述べたので、アスターもタイタニックで帰国することにした。

### タイタニック号
1912年4月10日朝に列車でパリからシェルブールに向い、夕方そこの港に寄港した豪華客船タイタニック号に一等船室C62/4の乗客として乗船した。
4月11日朝、タイタニック号がアイルランド・クイーンズタウン沖に停泊した際、物売り船が近づいてきて商人たちの一部が乗船を許可されてデッキが即席の青空市場と化したが、アスターはレースのジャケットを気に入って800ドルという巨額をその場で支払っている。
4月14日午後11時40分にタイタニックが氷山と衝突した。その時アスターは自室にいたが、氷山とぶつかったらしいことを聞いてボートデッキに出て辺りをざっと見回してから部屋に戻り、妻マデリンに大したことはなさそうだと説明している。4月15日に入った深夜、専属の客室係から夫人は救命具をつけてデッキに出るよう指示を受けたが、その時もアスター夫妻は深く心配しておらず、のんびりした様子であったという。
ボートデッキに出た後、妻が4号ボートに乗るのに手を貸しながら「私のためと思って救命ボートに乗っておくれ」と妻に告げた。さらに二等航海士チャールズ・ライトラーに「妻が身重なので一緒に行ってよいか」と尋ねたが、「ご婦人が済むまで男性は乗れない」と断られたので、妻に「海は静かだ。何の心配もない。皆さんがよくしてくださるよ。朝になったら会おう」と別れを告げた。またメイドのロザリーと看護婦のキャロリンがボートに乗るのにも手を貸した。4号ボートが降ろされると妻に手を振った。
その後のアスターの動向ははっきりとしていないが、生存者の一人ワシントン・ドッジ(Washington Dodge)博士の証言によれば、アスターはアーチボルド・バット少佐(アメリカ大統領ウィリアム・タフト付きの陸軍武官)と並んでブリッジに立ちながら沈んでいったという。
後日ホワイト・スター・ラインのハリファックス代理店AGジョーンズ・アンド・カンパニーが派遣したマッカイ・ベネット号による遺体回収作業でアスターの遺体も発見されて回収された。彼の遺体の身元は、襟に縫ってあった"J.J.A."のイニシャルにより特定された。彼の遺体は潰れていて煤まみれの状態だった。遺体の状況からアスターは海に投げ出されて泳いでいたところ、倒れてきた一番煙突に押し潰された乗客の一人ではないかと考えられている。一方アスターの執事ヴィクター・ロビンズの遺体と特定できる遺体は発見されなかった。
アスターの遺体は、マンハッタンのトリニティ・チャーチ墓地の一族の霊廟に埋葬された。

## 人物

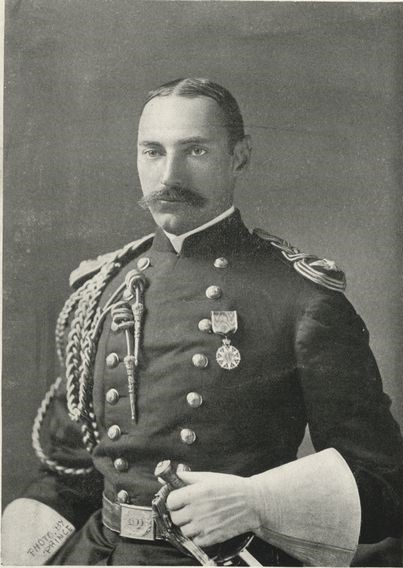
軍服姿のアスター

アメリカの大富豪を象徴する人物で「世界最高の不労利益所得者」と呼ばれていた。彼が相続した総資産額は1億ドル(2012年現在の換算で370億ドル相当)に及ぶ。
軍歴は短い戦闘を少し戦ったことがある程度だが、彼自身は軍人として扱われることを好み、公的な場には必ず軍服で出席し、「カーネル」の称号で呼ばれることを好んだ。
実話かどうか不明だが、母親に連れられて救命ボートに乗船しようとした10歳の少年について、二等航海士ライトラーが「もう一人前の男である」としてボートに乗せることを拒否した際、アスターはその少年に女の子の帽子をかぶせて「これでこの少年は女の子だ」と言い放ってライトラーを怯ませて少年を母親と一緒にボートに乗せさせたという逸話がある。

## 家族

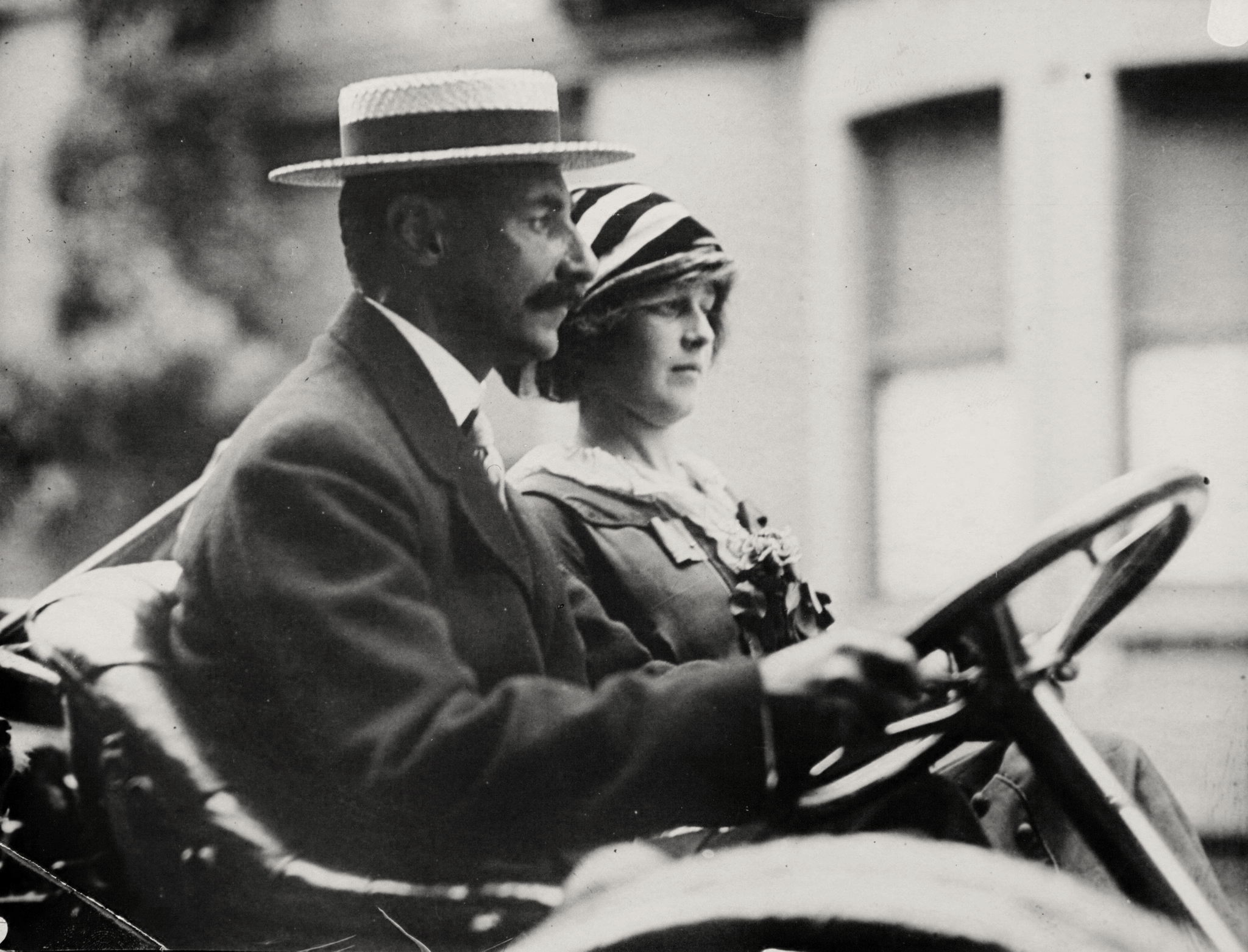
アスターと後妻のマデリン

1891年2月17日にエドワード・シッペン・ウィリングの娘エヴァ・ロール・ウィリング(Ava Lowle Willing, 1868-1958)と結婚。彼女との間に以下の2子を儲けた。
- 第1子(長男)ウィリアム・ヴィンセント・アスター（英語版） (William Vincent Astor, 1891-1959)
- 第2子(長女)エヴァ・アリス・ムリエル・アスター（英語版） (Ava Alice Muriel Astor, 1902-1956)

1910年にエヴァと離婚し、1911年9月にマデリン・タルマージ・フォース(Madeleine Talmage Force, 1893-1940)と再婚。彼女との間に以下の1子を儲けた。
- 第3子(次男)ジョン・ジェイコブ・アスター6世（英語版） (John Jacob Astor VI, 1912-1992)